# Mont-Saint-Aignan
Mont-Saint-Aignan je severno predmestje Rouena in občina v severozahodnem francoskem departmaju Seine-Maritime regije Zgornje Normandije. Leta 2012 je naselje imelo 19.798 prebivalcev.

## Geografija
Kraj leži vrh griča, severno od središča Rouena.

## Administracija
Mont-Saint-Aignan je sedež istoimenskega kantona, v katerega je poleg njegove vključena še občina Déville-lès-Rouen z 31.706 prebivalci. Kanton je sestavni del okrožja Rouen.

## Zgodovina
Občina je bila ustanovljena v 19. stoletju z združitvijo dveh do tedaj samostojnih občin Saint-Aignan (Sanctum-Ananum, prvikrat omenjen v 12. stoletju) in Mont-aux-Malades (Monte Infirmorum iz okoli 1251).
V kraju je dal angleški kralj Henrik II. leta 1176 postaviti cerkev, posvečeno Thomasu Becketu kot poskus oddolžitve za njegovo vlogo pri umoru Canterburyjskega nadškofa.

## Splošno
Mont-Saint-Aignan je rojstno mesto francoskega kolesarja Jacquesa Anquetila (1934-1987), petkratnega zmagovalca dirke po Franciji.